# Suctobelbella plumosa
Suctobelbella plumosa är en kvalsterart som beskrevs av Chinone 2003. Suctobelbella plumosa ingår i släktet Suctobelbella och familjen Suctobelbidae. Inga underarter finns listade i Catalogue of Life.